# شب ژنرال‌ها
شب ژنرال‌ها (به انگلیسی: Night Of The Generals) فیلمی در ژانر جنگی و درام به کارگردانی آناتول لیتواک است که در سال ۱۹۶۷ منتشر شد.

## خلاصه داستان
ورشو، سال ۱۹۴۲. با کشته شدن خیابان گردی که جاسوس آلمانی‌ها هم بوده، سرگرد گراو از واحد اطلاعات ارتش آلمان، تحقیقات را روی سه ژنرال آلمانی به نام‌های تانتس، سیدلیتس گابلر و کالن برگ متمرکز می‌کند... 

## بازیگران
- پیتر اوتول در نقش ژنرال تانتس
- عمر شریف در نقش سرگرد گراو
- تام کورتنی در نقش سرجوخه هارتمان
- دونالد پلیسنس در نقش ژنرال کالن‌برگه
- جوآنا پتت در نقش اولریکه فون سیدلیتس ـ گابلر
- فیلیپ نوآره در نقش بازرس موران
- چارلز گری در نقش ژنرال فون سیدلیتس ـ گابلر
- کورال براون در نقش الئنور فون سیدلیتس ـ گابلر
- جان گرگسون در نقش سرهنگ ساندور
- نایجل استوک در نقش اوتو
- کریستوفر پلامر در نقش فیلد مارشال رومل
- ژولیت گره‌کو در نقش ژولیت
- ساشا پیتوف در نقش دکتر
- پی‌یر موندی
- نیکول کورسل در نقش ریموند
- مایکل گودلیف در نقش هاوزر
- ورونیک وندل
- آندژی زائورسکی
- یان کوچینیاک
- یانوش بوکوفسکی
- یوزف نالبرچاک
- دانلد اوبراین